# Siège de Saint-Jean-d'Acre (1189-1191)
Pour l’article homonyme, voir Siège de Saint-Jean-d'Acre.
Troisième croisade
Batailles
- Iconium
- Saint-Jean-d'Acre
- Arsouf
- Jaffa

Le siège de Saint-Jean-d'Acre est une opération militaire de la troisième croisade qui dure de 1189 à 1191. Après la défaite écrasante de Hattin, la prise de Saint-Jean-d'Acre est la première opération de reconquête du royaume de Jérusalem, qui permettra à ce dernier de se maintenir encore un siècle.

## Contexte
Le 4 juillet 1187, Saladin écrase l’armée franque conduite par Guy de Lusignan, roi de Jérusalem. Le roi et la plupart des nobles qui ont survécu à la bataille sont faits prisonniers. Le lendemain, il prend le château de Tibériade, puis, plutôt que s’attaquer immédiatement à Jérusalem, il préfère prendre les différents ports du royaume de Jérusalem pour couper les Croisés d’éventuels renforts.
Le 8 juillet, il arrive devant les murs de Saint-Jean-d'Acre, défendue par Josselin III de Courtenay. Ce seigneur, sans grands moyens militaires, ne cherche pas à résister et négocie dès le lendemain la reddition de la ville avec Saladin. Malgré l’hostilité des bourgeois et du bas peuple de la ville, qui faillit dégénérer en émeute, cette dernière est livrée à Saladin le 10 juillet.
Les termes de la reddition prévoient la vie sauve aux habitants chrétiens de la ville ainsi que la conservation de leurs biens, Saladin voulant garder intact ce comptoir commercial source de richesses pour ses États, mais la plupart des habitants chrétiens refusent d’y rester et émigrent, sans être inquiétés. Saladin part ensuite à la conquête des autres cités côtières, puis de la ville de Jérusalem, qu’il prend le 2 octobre 1187.
Le 13 juillet, un navire amenant un croisé, Conrad de Montferrat, se présente devant Saint-Jean-d’Acre. Étonné de voir la ville aux mains des musulmans, il parvient à échapper aux galères égyptiennes et aborde à Tyr alors assiégé et sur le point de se rendre. La venue de Conrad redonne du courage aux habitants, Conrad organise la résistance et tient en échec Saladin, forcé à lever le siège (2 janvier 1188).
Saladin comprend rapidement le danger que représente Conrad pour ses projets de conquête du royaume. Aussi remet-il en juillet 1188 en liberté Guy de Lusignan, après lui avoir fait jurer solennellement de ne plus prendre les armes contre les musulmans, espérant que la médiocrité de Guy allait neutraliser l’intelligence et la bravoure de Conrad. À deux reprises, en 1188 et avril 1189, Guy tente de prendre le commandement des forces croisées, Conrad de Montferrat refuse de lui ouvrir les portes de Tyr.

## Le début du siège
Guy de Lusignan, devenu roi sans royaume - seulement Tyr et Beaufort sont aux mains des croisés, et Conrad de Montferrat qui lui refuse l'accès de Tyr -, discrédité auprès des barons de Terre Sainte, renie la parole qu'il a donnée à Saladin et, le 20 août 1189, prend avec quelques chevaliers fidèles la direction du port de Saint-Jean-d'Acre pour l'assiéger. Saladin n'aurait eu aucune peine à écraser la petite armée, mais il assiégeait le château de Beaufort, âprement défendu par Renaud Granier et croit à une manœuvre de diversion destiné à lui faire lever le siège. Il se ravise le 26 août, mais quand il atteint Acre le 29 août, les croisés sont solidement retranchés dans un camp à moins d'un kilomètre de la ville.
Dès le 1er septembre, des flottes de croisés arrivent autour d’Acre, renforçant la petite armée de Guy de Lusignan, assurant aux croisés la maîtrise des mers et interdisant aux musulmans le ravitaillement de la ville par mer. Faute d’effectif suffisant, les croisés ne peuvent cependant pas empêcher une armée commandée par Taqi ad-Din, neveu de Saladin, de pénétrer dans la ville, le 15 septembre 1189. Le 18, Saladin tente une attaque contre les Francs mais ceux-ci, solidement retranchés dans leur camp repoussent les assaillants et ne se laissent pas attirer en rase campagne. Le 4 octobre, les Francs attaquent le camp de Saladin, mais aucun des deux camps n’obtient de succès décisif. Lors de cette attaque, le grand maître de l'ordre du Temple Gérard de Ridefort est capturé puis exécuté devant Saint-Jean-d'Acre. Il est remplacé dans ses fonctions deux ans plus tard par Robert de Sablé, grand ami du roi Richard, ayant passé dix-neuf ans à sa cour.
Les cadavres s’accumulant dans les deux camps génèrent des épidémies et Saladin, atteint de dysenterie, éloigne son camp pour se protéger de ces maladies. Les croisés, maintenant en effectif suffisant, en profitent pour entourer complètement la ville, interdisant son ravitaillement terrestre. Une guerre de tranchées s’installe alors entre les deux armées, et donne parfois l’occasion à une fraternisation relative entre les deux camps. Cependant, Saladin décide d’appeler l’ensemble du monde arabe au djihad, pour en finir définitivement. Une ambassade est même envoyée au sultan almohade du Maroc et de l’Espagne. L’hiver 1189-90 se montre particulièrement rude pour les assiégeants, chez qui sévit la disette et Conrad de Montferrat entreprend d’assurer des convois de ravitaillement pour les croisés, malgré sa rivalité avec Guy de Lusignan.
Au printemps, les croisés entreprennent la construction de tours mobiles qui sont envoyées à l’assaut de la ville le 27 mai 1190. Les défenseurs de la ville, ne pouvant pas empêcher leur avancée, envoient un messager, nageur intrépide (peut-être Issa al awwam) qui traverse les lignes croisées et prévient Saladin. Le 5 mai, ce dernier réussit à faire détruire les tours[Passage contradictoire (il n’est pas clair comment des tours détruites le 5 mai ont pu attaquer la ville le 27 mai. Soit elles ont été reconstruites, soit la date de destruction est erronée.)]. L’annonce de la venue de l’armée de Frédéric Barberousse, empereur germanique, avec de deux cent à deux cent soixante mille hommes, oblige Saladin à envoyer une partie de son armée pour le contrer. Des sergents croisés en profitent pour attaquer le camp et mettent en déroute les troupes, mais ils s’attardent à piller le camp et ne peuvent résister à un retour de Saladin qui a rassemblé ses troupes, et la moitié d’entre eux sont tués (25 juillet 1190).
Frédéric Barberousse, victorieux des Turcs à Iconium en mai 1190, se noie en Cilicie en traversant le Seleph (10 juin). Éprouvée par les difficultés du chemin, puis par une épidémie qui se déclare à Antioche, son armée se disperse. Quelques centaines de chevaliers seulement participent avec Frédéric de Souabe au siège d’Acre.

## L’arrivée de la troisième croisade
Le 27 juillet, le comte Henri II de Champagne arrive avec un premier détachement de croisés et annonce la future arrivée des rois Philippe Auguste et Richard Cœur de Lion ainsi que le grand-maître de l'ordre du Temple, Robert de Sablé. Frédéric de Souabe et Henri de Champagne font construire une tour mobile et tentent un nouvel assaut en septembre et en octobre, mais la tour est détruite vers le 15 octobre, incendiée par des feux grégeois.
Une tentative d’attaque du camp de Saladin se solde par un échec en novembre, et une galère égyptienne réussit en février 1191 à forcer le blocus maritime, à entrer dans le port d’Acre et à renouveler la garnison.
Le 20 avril 1191, le roi de France Philippe Auguste débarque au voisinage d’Acre avec ses troupes. Le roi d’Angleterre Richard Cœur de Lion et le grand-maître templier Robert de Sablé le rejoignent le 8 juin avec 25 galères, après s’être emparé de Chypre. Richard qui désire rencontrer Saladin, entre en contact avec son frère al-Adel, mais sans résultats.
Malgré la rivalité entre les rois français et anglais, amplifiée par la querelle qui oppose Guy de Lusignan à Conrad de Montferrat, plusieurs assauts sont tentés, les 14, 17 et 22 juin ainsi que les 2 et 11 juillet. Le 15 juillet, la flotte de Richard Cœur de Lion coule le dernier navire égyptien, interdisant définitivement le ravitaillement de la ville. Le 3 juillet, averti par les habitants d’Acre qu’ils ne pourront plus tenir longtemps, Saladin tente de forcer le blocus en attaquant les camps croisés, mais échoue.

## La reddition de la ville

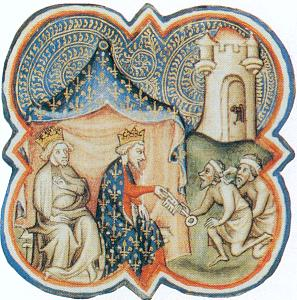
reddition de la ville

Dès le 3 juillet, les commandants de la ville, Qarâqûsh et Al-Meshtûb, savent qu’ils ne peuvent plus résister longtemps au siège et enjoignent à Saladin de négocier la reddition de la ville. Ce dernier, d’abord réticent, veut tenter une ultime attaque contre les Francs, mais la plupart de ses émirs refusent de continuer le combat et la ville risque de se mutiner contre le sultan. Il accepte les négociations, mais refuse les exigences des croisés, qui veulent la restitution de la Vraie Croix et du royaume de Jérusalem dans ses frontières antérieures à 1187, contre la libre sortie de la garnison, le paiement d'une rançon et la libération des prisonniers chrétiens. Une négociation s’engage entre les croisés et la garnison qui, malgré l’opposition de Saladin, ouvre les portes de la ville.
Il s'engage alors une discorde entre les anciens habitants chrétiens de la ville et les croisés qui occupent leurs maisons. Philippe Auguste tranche le litige en ordonnant que les maisons soient restituées à leurs propriétaires s'ils sont en mesure d'en prouver la possession, mais en contrepartie, devront loger les soldats croisés.

## Conséquences
Philippe Auguste quitte la Palestine en août. Par rapport à Richard Cœur de Lion, c'est un roi croisé qui faisait preuve de sens politique et de retenue, qualité dont Richard est dépourvu[réf. nécessaire][non neutre]. D'une part, Philippe n'accorde que peu d'importance à la Terre Sainte, d'autre part il ne peut politiquement pas se permettre de laisser le royaume de France trop longtemps sans son roi.

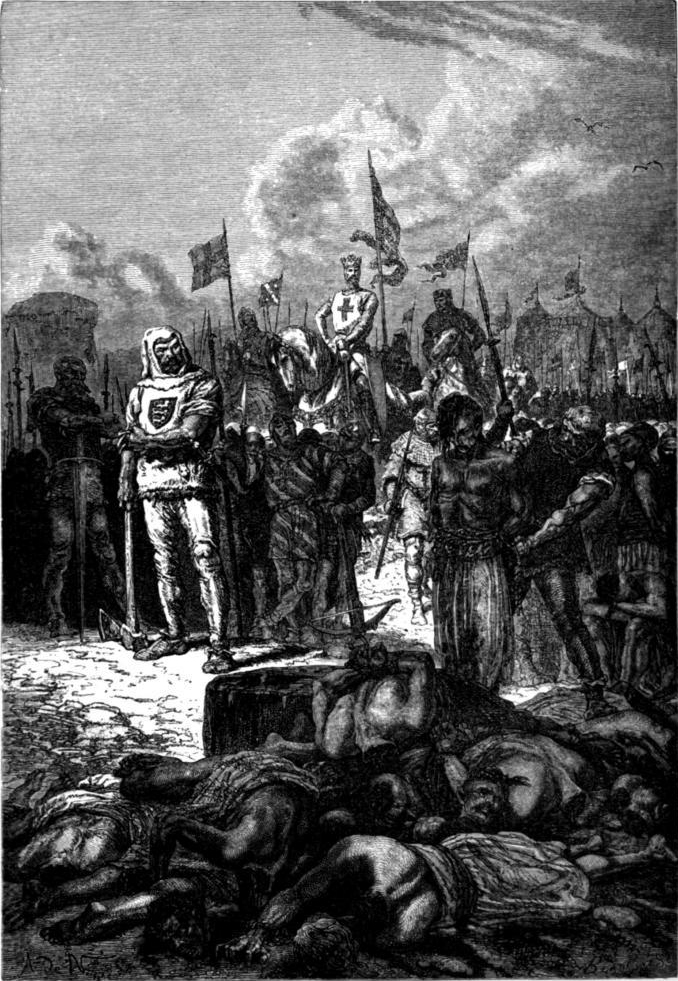
Alphonse de Neuville (1835-1885) : Massacre des défenseurs d'Acre, ordonné par Richard Cœur de Lion.

Le 20 août, trouvant que l'exécution des conditions de reddition s'éternisait et craignant une traîtrise, Richard fait massacrer par le seigneur d'Outre-Jourdain la garnison de la ville, 2 700 soldats, avec près de 300 femmes et enfants de leur famille, ce qui entraîne la cessation du versement de la rançon, la libération des prisonniers et la non-restitution de la Sainte Croix. Le lendemain, il quitte Acre pour marcher sur Jaffa, laissant la garde de la ville et du trésor à deux de ses familiers, Bertram de Verdun et Étienne de Longchamps.
Richard et son allié le grand maître Templier, Robert de Sablé marchent vers le sud, le long de la côte, tandis que Saladin leur barre la route de Jérusalem. 
Richard et Robert obtiennent quelques succès, notamment dans la plaine côtière d’Arsouf, au nord de Jaffa (septembre), mais Richard ne peut pas exploiter son succès, par exemple en marchant sur Jérusalem qui n’était pas en état de se défendre face à la totalité de l'armée croisée. Richard accordait une grande importance aux voies de ravitaillement, or ces dernières étant extrêmement difficiles à sécuriser en Terre sainte, et encore plus particulièrement aux abords de Jérusalem, il décide de repousser l'assaut sur la ville et de se concentrer sur d'autres objectifs (Darum et Jaffa). Les hésitations de l'armée croisée permettent à Saladin de réparer les murailles de la ville et de l’approvisionner, ce qui prive les croisés de leur chance d'attaquer Jérusalem. Soucieux de rentrer en Angleterre (son frère Jean Sans Terre menaçant d'usurper la couronne), Richard insiste pour parvenir à un accord rapide auprès d’al-Adel. Il réclame Jérusalem, le territoire à l’ouest du Jourdain et la Vraie Croix, que les musulmans ont prise à Hattin. Saladin refuse en bloc, mais ouvre les négociations. Richard propose alors de donner sa sœur Jeanne, veuve de Guillaume II de Sicile, en mariage à al-Adel. Il donnerait les terres qu’il contrôle, de Saint-Jean-d'Acre à Ascalon, à sa sœur, tandis que Saladin céderait ses possessions du littoral à son frère. La Sainte Croix leur serait confiée, et les prisonniers des deux camps seraient libérés. L’accord plaît à al-Adel. Saladin accepte, conscient qu’il s’agit d’une ruse. Son refus aurait déplu à al-Adel, et provoqué la discorde entre les frères. Richard, démasqué, doit reculer : sa sœur refuse d’épouser un musulman. 
Saladin, de son côté, engage des pourparlers avec Conrad de Montferrat qui entretient des rapports tendus avec Richard, le soupçonnant de vouloir le priver de ses possessions, et qui va jusqu’à proposer au sultan une alliance contre Richard. Il est assassiné peu après par des ismaéliens de la secte des Assassins. Les négociations entre Richard et Saladin trainent encore un an.

## Quelques personnalités mortes durant le siège
| - Adam de Léon, frère de Guyomarc'h IV et Hervé Ier de Léon. - Albéric Clément, premier maréchal de France. - André de Brienne. - Anséric IV de Montréal, sénéchal du duc de Bourgogne. - Barthélemy de Vignory et son fils Guy VI. - Bernard de Roussillon. - Érard II de Brienne. - Érard Ier de Chacenay. - Étienne Ier de Sancerre. - Frédéric VI de Hohenstaufen, duc de Souabe. - Gautier Ier d'Arzillières. - Gautier II Granier. - Geoffroy IV de Joinville. - Geoffroy Morin, maréchal de l'ordre du Temple. - Gérard de Ridefort, grand maitre de l'ordre du Temple. - Gilles de Plancy. - Guy III de Châtillon. - Guy de Noyers, seigneur de Lagesse et Templier. - Guy de Seignelay. - Guy Ier de Til-Châtel. - Hellin de Wavrin, sénéchal de Flandre. | - Jacques Ier d'Avesnes. - Jean Ier de Ponthieu. - Jean Ier de Montréal, seigneur d'Arcis et de Pisy. - Jean Fitz William, comte de Sées. - Narjot II de Toucy. - Philippe d'Alsace, comte de Flandre. - Othon II de Trazegnies. - Randolph de Glanville. - Raoul Ier de Clermont et connétable de France. - Raoul de la Poix de Fréminville, porte bannière d'Hugues III de Bourgogne. - Raoul Ier de Coucy. - Raymond II de Turenne. - Renaud III de Grancey et son frère Milon. - Renaud de Moustier. - Robert V, seigneur de Béthune. - Roger de Wavrin, évêque de Cambrai. - Thibaut V de Blois. - Simon III de Clefmont et son fils Robert Wichard. - William de Ferrers, comte de Derby. - William V, Vicomté de Châtellerault. - Florent Ier d'Hangest |